# Martin Schneider-Jacoby
Martin Schneider-Jacoby (* 14. Juli 1956 in Cuxhaven; † 15. August 2012 in Radolfzell) war ein deutscher Naturschützer und Biologe.

## Leben
Schneider-Jacoby engagierte sich als Jugendlicher in der Jugend der DBV-Gruppe Schwäbisch Hall (Vorläufer des NABU). Seit 1971 arbeitete er ehrenamtlich im Naturschutzgebiet Wollmatinger Ried und war dort der erste Zivildienstleistende. Er trug zur Etablierung der schwimmenden Naturschutzstation Netta bei.
Danach studierte er Biologie an der Universität Konstanz und war anschließend Doktorand an der Vogelwarte Radolfzell. Von 1989 bis zu seinem Tod arbeitete er als Projektleiter für die Umweltstiftung Euronatur. Er wurde am 25. August in der Waldruh St. Katharinen beigesetzt.

## Arbeit
Schneider-Jacoby leistete mit seiner Arbeit viel für den Naturschutz auf dem Balkan und für den Schutz der Zugvögel und ihrer Lebensräume. Er arbeitete für die EuroNatur Stiftung. Zu seinen regionalen Arbeitsschwerpunkten zählten neben den Save-Auen (der größte Fluss Kroatiens und Sloweniens) das Flusssystem Drau-Mur und die wichtigsten Feuchtgebiete an der östlichen Adriaküste (insbesondere Neretva-Delta, Skutari-See und Bojana-Buna-Delta). Dort brachte er sein breites Fachwissen der Ornithologie, der Landschaftsökologie, der Limnologie sowie bei der Entwicklung und dem Management von Naturschutzgebieten ein.
Mit seiner Expertise hat Schneider-Jacoby an der Vorbereitung und Umsetzung von Natur- und Nationalparks in verschiedenen Ländern mitgewirkt. Ein wichtiger Aspekt beim Management von Großschutzgebieten war für ihn die Inwertsetzung der Natur- und Kulturlandschaften etwa durch Naturtourismus, nachhaltige Regionalentwicklung oder einen naturverträglichen Hochwasserschutz.

## Schriften
Bücher
- 2011: Naturreiseführer Adria-Ostküste, ISBN 978-3-00-033929-5

Wissenschaftliche Veröffentlichungen
- Martin Schneider-Jacoby, Hans-Günther Bauer, Wolfram Schulze (1993): Untersuchungen über den Einfluß von Störungen auf den Wasservogelbestand im Gnadensee (Untersee/Bodensee). Hrsg. Max-Planck-Institut für Verhaltensphysiologie, Vogelwarte Radolfzell, Naturschutzzentrum Wollmatinger Ried. Ornithologische Jahreshefte für Baden-Württemberg, Bd. 9, Heft 1, S. 1–24
- Marin Schneider-Jacoby (2001): Auswirkung der Jagd auf Wasservögel und die Bedeutung von Ruhezonen. Hrsg.: Bayerische Akademie für Naturschutz und Landschaftspflege, in Laufener Seminarbeiträge
- Peter Poschlod, Martin Schneider-Jacoby, Heiko Köstermeyer, Benjamin Tobias Hill, Burkhard Beinlich (2002): Does large-scale, multi-species pasturing maintain high biodiversity with rare and endangered species? — The Sava floodplain case study. Pasture Landscapes and Nature Conservation
- Nike Sommerwerk, Jürg Bloesch, Momir Paunović, Christian Baumgartner, Markus Venohr, Martin Schneider-Jacoby, Thomas Hein, Klement Tockner (2010): Managing the world’s most international river: the Danube River Basin.